# Skarptjärnen (Stuguns socken, Jämtland)
Skarptjärnen är en sjö i Ragunda kommun i Jämtland och ingår i Indalsälvens huvudavrinningsområde.